# Gerwen
Gerwen és una localitat del municipi neerlandès de Nuenen, Gerwen en Nederwetten, al Brabant del Nord.

## Personatges il·lustres
- Piet Rooijakkers: ciclista